# Carlo Tresca

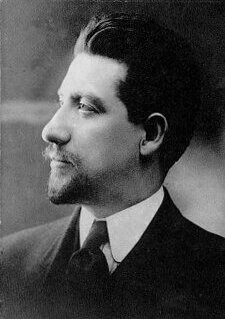
Carlo Tresca

Carlo Tresca (* 9. März 1879 in Sulmona, Abruzzen, Italien; † 11. Januar  1943 in New York City, New York) war ein Agitator der Arbeiterbewegung. Er war als Mitglied der Italienischen Eisenbahnarbeiterföderation und als Autor der Zeitschrift Il Germe tätig.
Tresca siedelte 1904 in die USA, um einer drohenden Gefängnisstrafe in Italien zu entgehen.
In Philadelphia wurde er Autor der Zeitschrift Il Proletario, der offiziellen Zeitung der Italienischen Sozialistischen Föderation (ISF). Trescas Arbeit brachte eine Wendung der ISF zum Syndikalismus. Als er sich selbst immer mehr zum Anarchismus orientierte, gab er die Tätigkeit für Il Proletario auf und brachte seine eigene Zeitung La Plebe heraus. Er zog mit seiner Zeitung später nach Pittsburgh und brachte dort seine revolutionären Ideen zu den italienischen Bergarbeitern im Westen Pennsylvanias.
Tresca trat 1912 der Gewerkschaft Industrial Workers of the World (IWW) bei, als er auf Einladung der Gewerkschaft in der Stadt Lawrence in Massachusetts italienische Arbeiter für eine Kampagne zur Freilassung zweier Streikführer mobilisierte.
Nach dem erfolgreichen Streik in Lawrence wurde er in verschiedenen Streiks in den USA tätig, so zum Beispiel 1912 beim Streik der Textilarbeiter in Little Falls (New York), 1913 beim Hotelangestelltenstreik in New York City und beim Seidenarbeiterstreik in Paterson (New Jersey) und 1916 beim Bergarbeiterstreik in Mesabi Range (Minnesota).
Tresca wurde eine der Hauptpersonen beim Versuch, die Bemühungen Mussolinis zu stoppen, die Italo-Amerikaner für die Unterstützung der italienischen Faschisten zu gewinnen. Er brachte eine antifaschistische Zeitschrift heraus (Il Martello), in der er Mussolini als Klassenfeind darstellte. Die italienischen Faschisten versuchten 1926, Tresca bei einem Bombenattentat zu töten.
In den 1930er Jahren wurde Tresca zum erklärten Gegner des Stalinismus, nachdem Stalinisten die anarchistischen Bewegungen in Katalonien und Aragonien während des Spanischen Bürgerkriegs zerschlagen hatten.
Er unterstützte aber die Bolschewiki, da er der Meinung war, dass ein sozialistischer Staat einem kapitalistischen vorzuziehen sei, zumal er die Kommunisten als Verbündete gegen die Faschisten sah.
1938 beschuldigte Tresca öffentlich die Sowjetunion, Juliet Poyntz entführt zu haben, um ihre Abwendung von der kommunistischen Partei zu vertuschen.
Tresca wurde ermordet. Der Mord wurde durch Vito Genovese als Gefallen für Mussolini organisiert und am 11. Januar 1943 in New York durchgeführt.
| Personendaten    | Personendaten                              |
| ---------------- | ------------------------------------------ |
| NAME             | Tresca, Carlo                              |
| KURZBESCHREIBUNG | US-amerikanischer Anarchist und Journalist |
| GEBURTSDATUM     | 9. März 1879                               |
| GEBURTSORT       | Sulmona, Abruzzen, Italien                 |
| STERBEDATUM      | 11. Januar 1943                            |
| STERBEORT        | New York City                              |